# Собор Терни

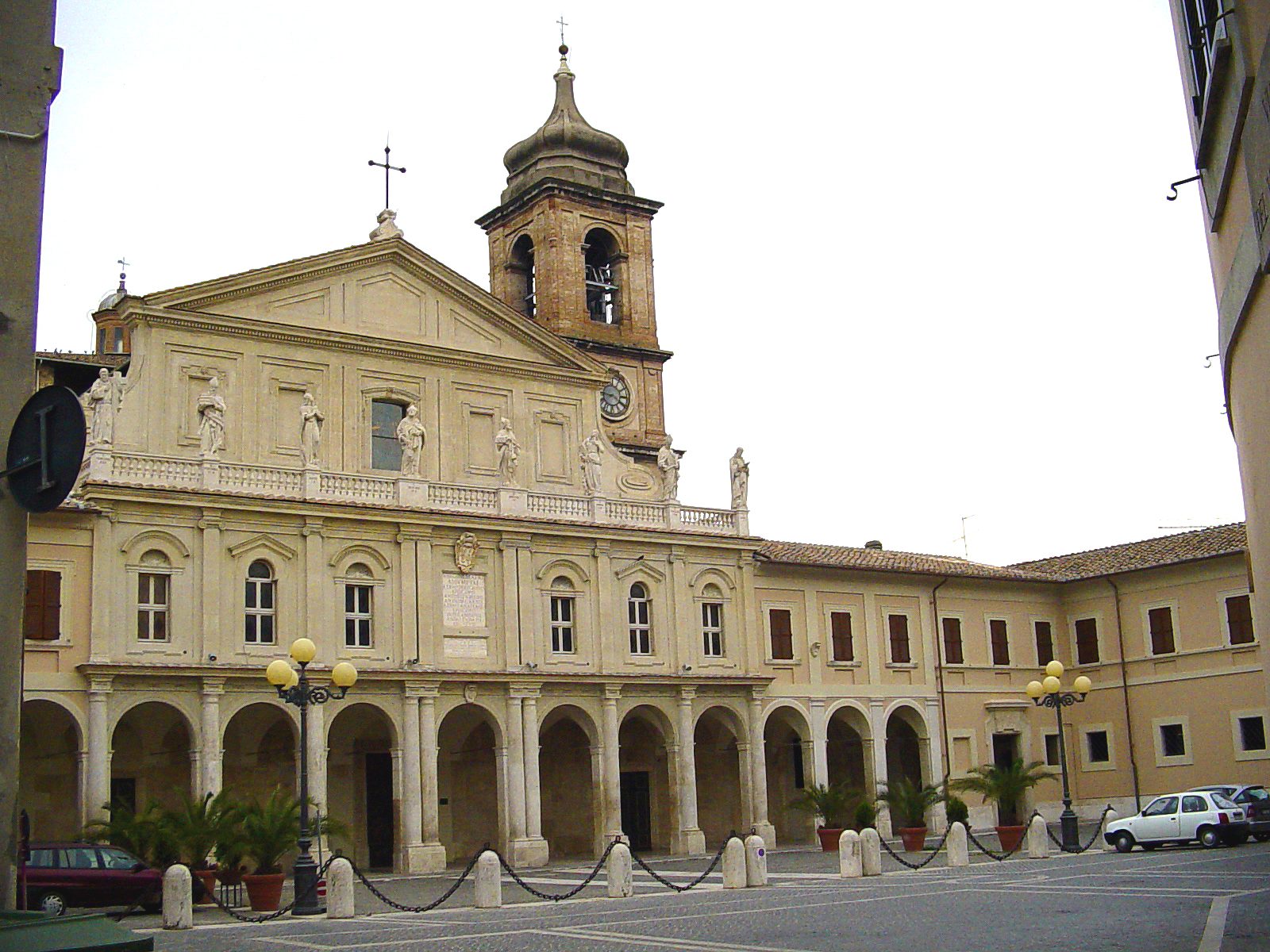
Кафедральный собор Терни

Кафедральный собор Санта-Мария-Ассунта (итал. Cattedrale di Santa Maria Assunta) — собор в городе Терни, регион Умбрия.
Кафедральный собор находится в историческом центре Терни, на Соборной площади. Относится к епархии Терни-Нарни-Амелии. Посвящён Вознесению Девы Марии.
Собор построен на месте одного из самых древних христианских храмов города, который, в свою очередь был построен в VI веке на месте святилища Юпитера, преимущественно в стиле барокко, но есть и элементы в романском стиле. В XVIII веке была пристроена колокольня.
Интерьер здания имеет план латинского креста с тремя нефами, разделенными колоннами, с боковыми приделами с баптистерием, трансептом и апсидой.
Среди художественных работ можно отметить:
- хор работы Доменико Корси (1559 год);
- фрески в апсиде с изображением святых покровителей города (XVII век);
- купель с вырезанными на ней гербом города (1585 год);
- полотно с изображением Иисуса в Елеонском саду, приписываемое школе Гверчино;
- орган, спроектированный Джованни Лоренцо Бернини (XVII век);
- в крипте находится гробница святого Анастасия, построенная с использованием языческого алтаря;
- верхняя часть фасада, состоящая из балюстрады и статуй восьми епископов Терни, в том числе Святого Валентина (работа Марчелло Пьячентини, 1930-е гг);
- на контрфасаде находится большая фреска работы Рикардо Чиналли, изображающая сцену воскрешения во время Страшного суда (2007 год).

При соборе есть также музей, открывшийся 23 июня 2005 года.

## Галерея

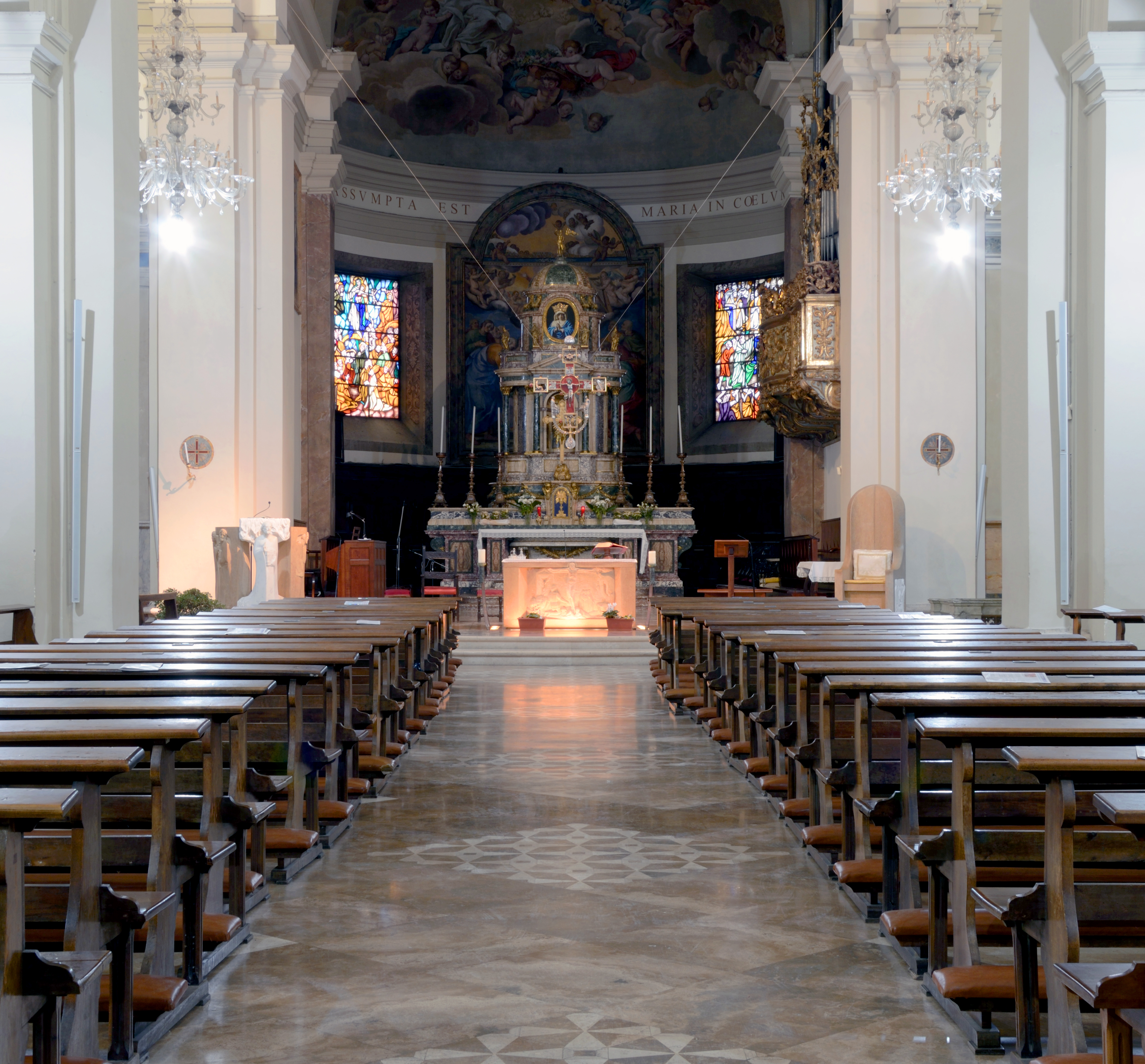
Внутри собора
Фасад собора Терни
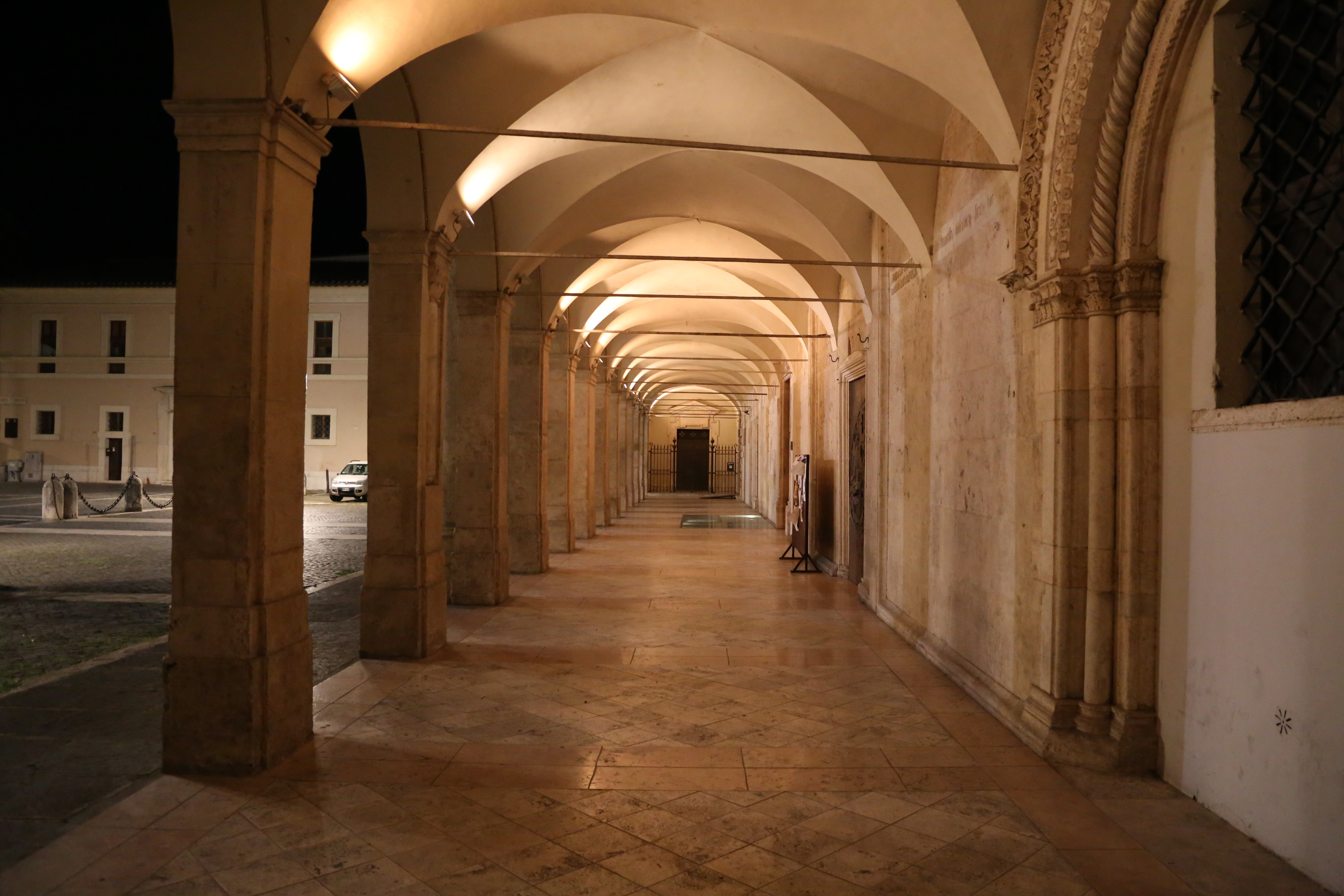
Собор ночью
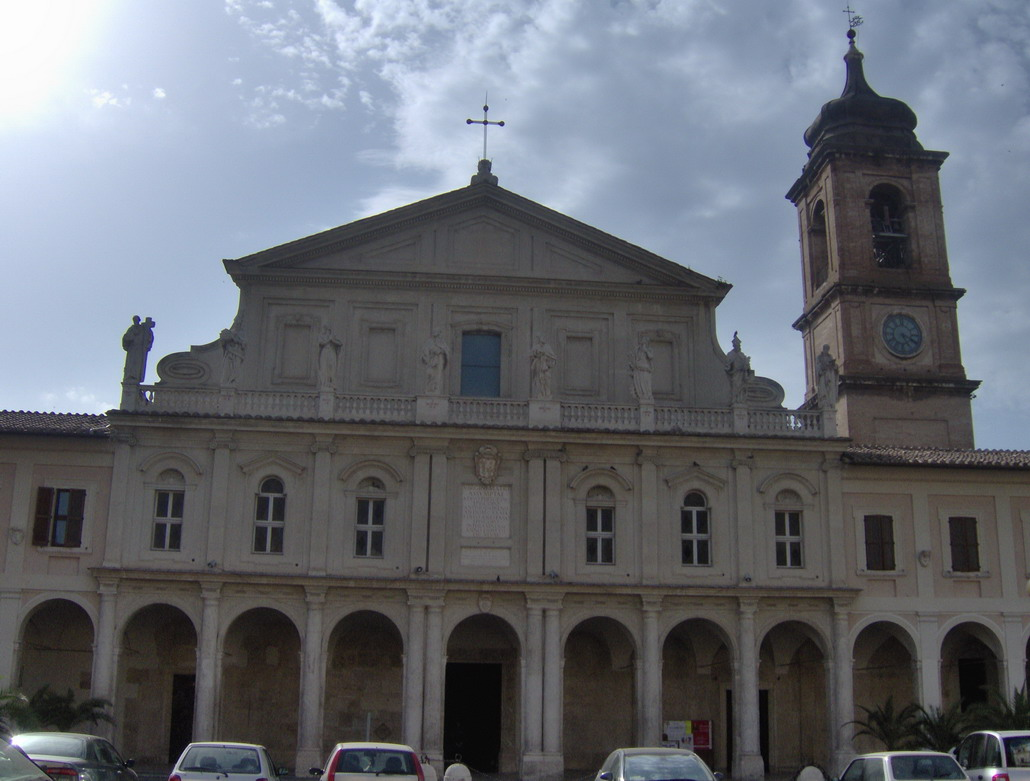
Собор Терни